# Liste des districts méthodistes de Côte d'Ivoire
L'Eglise méthodiste unie Côte d'Ivoire est composée de cinq districts.

## Conférence de l'église

### District de Grand-Bassam
- Circuit-Siège de Grand-Bassam
- Circuit d'Adzopé
- Circuit de Bongouanou
- Circuit d'Anyama
- Circuit D' Agboville
- Circuit D' Aboudé
- Circuit de Songon
- Circuit de Bonoua
- Circuit d'Alépé
- Circuit d’Aboisso
- Circuit d’Ores-Crobou
- Circuit d’Azaguié-Ahoua.

### District de Dabou
- Circuit-Siège de Dabou
- Circuit de Divo
- Circuit de Grand-Lahou
- Circuit de Lakota
- Circuit de Jacqueville
- Circuit de Tiassalé
- Circuit de Toupah
- Circuit d'Orbaff
- Circuit de Bouboury
- Circuit de Sikensi.

### District-Siège d'Abidjan
- Circuit d'Abidjan-Sud
- Circuit d'Abidjan-Nord
- Circuit de Yopougon
- Circuit d'Abobo.

### District Missionnaire de Bouaké
- Mission d'Abengourou
- Mission de Bouaké
- Mission de Korhogo
- Mission de Dimbokro
- Mission d'Agnibilékro
- Mission de Bondoukou.

### District Missionnaire de Daloa
- Mission de San-Pédro
- Mission de Yamoussoukro
- Mission de Daloa
- Mission de Man
- Mission de Soubré
- Mission d'Odienné.